# Chrysopa distracta
Chrysopa distracta is een insect uit de familie van de gaasvliegen (Chrysopidae), die tot de orde netvleugeligen (Neuroptera) behoort. 
Chrysopa distracta is voor het eerst wetenschappelijk beschreven door Navás in 1930.